# منتخب التشيك لكأس فيد
منتخب التشيك لكأس فيد (بالتشيكية: Fedcupový tým České republiky)‏ هو ممثل التشيك الرسمي في كرة المضرب في كأس فيد.